# 圓形競技場湖
68°6′S 48°45′E / 68.100°S 48.750°E
圓形競技場湖是南極洲的湖泊，位於恩德比地，處於奈伊山脈的圓形競技場峰，長3公里，湖水從西端注入雷納冰川，澳大利亞的探險隊在1956年發現該湖泊，並在1958年首次踏足。